# Jay Gould
Jay Gould (Roxbury, 27 de maio de 1836 - Nova Iorque, 2 de dezembro de 1892), originalmente Jason Gould, foi um banqueiro empresário e corretor estadunidense.
Gould foi educado em escolas locais em Roxbury. Iniciou seu trabalho na área administrativa, atuando no estado de Nova Iorque. Posteriormente, trabalhou em um curtume, e por volta de 1859 começou a especular sobre pequenas ferrovias pelo país. Seu envolvimento com a indústria ferroviária continuou durante a Guerra Civil dos Estados Unidos. A partir da década de 1860, Gould passou a assumir a direção de diversas companhias, como a Rensselaer and Saratoga Railway e a Erie Railroad.
Filho de um agricultor pobre, Gould ficou conhecido como Mefistófeles de Wall Street. Era um personagem taciturno e desprovido de charme, mas tinha um gênio inigualável para as finanças. Ajudou a expandir e estuturar o negócio ferroviário nos Estados Unidos, assumindo o controle acionário e a direção executiva de dezenas de linhas. Protagonizou os maiores escândalos da Bolsa de Valores de Nova York.